# Spånez
Spånez är ett fiktivt dansband som förekommit i några av Galenskaparna och After Shaves scenföreställningar. Gruppen improviserar ihop låtar på scen utifrån den titel publiken bestämt. Följaktligen spelas olika låtar varje föreställning.
Gruppen har bland annat uppträtt i föreställningarna Den gode, den onde, den fule och Rippe, Gubbröra och Pyttipanna och senast i 30-årsfesten som spelades på Lorensbergsteatern i Göteborg under 2012 och 2013, på Oscarsteatern i Stockholm under 2013 och 2014. Eftersom efterfrågan på föreställningen fortfarande är mycket stor spelades den en sista vända på Lorensbergsteatern hösten 2014. Gruppen var från början ett dansband men har under resans gång utvecklat sin musik och sjunger till exempel samba, marsch, hip hop, jazz, hårdrock och tango.

## Tillvägagångssätt
Efter att gruppen presenterat sig får publiken ropa förslag på låttitlar. Medlemmarna i gruppen väljer då ut en titel, ibland baserat på olika förslag och ord. Publiken får sedan välja i vilken tonart låten ska spelas, om låten ska vara snabb eller långsam (exempel marsch, samba & jazz mm) och vilket instrument som ska inleda låten. Spånez består av Jan Rippe, Per Fritzell & Knut Agnred. Anders Eriksson är en mycket van inhoppare i Spånez och har bidragit till en stor del låtar.
Under föreställningen 30-årsfesten spelas alla låtar in och en skiva med kvällens improviserade låt finns sedan att köpa i foajén efter föreställningens slut.

## Låtar
Några av låtarna som framförts är:

### 30-årsfesten

#### Lorensbergsteatern
- 10 september 2012 - Min hamster har vrängt sig av kärlek
- 11 september 2012 - Vikingar i en bastu
- 13 september 2012 - Två rum och kök
- 14 september 2012 - Runda fötter på bryggan
- 15 september 2012 - Rabarberpaj
- 15 september 2012 - Gubben i tunnan
- 20 september 2012 - Nisse har tolv kilo smör
- 21 september 2012 - Västlänken
- 22 september 2012 - 30 år av kärlek
- 22 september 2012 - Jag har aldrig åkt buss
- 27 september 2012 - En regnig kväll i Göteborg
- 28 september 2012 - Det händer inte mycket på Hönö
- 29 september 2012 - Bruttonationalprodukten går upp
- 29 september 2012 - Puss på fyrtiobussen
- 4 oktober 2012 - Goa Kennet
- 5 oktober 2012 - Rutschkana från Antwerpen
- 6 oktober 2012 - Blinda äggets längtan
- 6 oktober 2012 - Jag är född i Brunstahult
- 11 oktober 2012 - Rullator och motorsåg
- 12 oktober 2012 - Het på gröten
- 13 oktober 2012 - Rytmisk sportgymnastik i Halmstad
- 13 oktober 2012 - Rensa fisk i feskekörkan
- 18 oktober 2012 - 50års-festen i Örgryte
- 19 oktober 2012 - Resan på Göta kanal
- 20 oktober 2012 - Ett skithus i Skövde
- 25 oktober 2012 - Kärlek på ICA
- 26 oktober 2012 - Hisingsbron
- 27 oktober 2012 - Gretas väska
- 27 oktober 2012 - Elvis på västlänken
- 9 november 2012 - Den halta elefanten (med Anders Eriksson)
- 10 november 2012 - Zlatan dansar med mig (med Anders Eriksson)
- 10 november 2012 - När luften tog slut där inne (med Anders Eriksson)
- 15 december 2012 - En finsk Don Juan (med Anders Eriksson)
- 16 november 2012 - Siv från Öckerö (med Anders Eriksson)
- 17 november 2012 - Aj, aj stig ner från min fot (med Anders Eriksson)
- 17 november 2012 - En klämkäck korv i Jokkmokk (med Anders Eriksson)
- 18 november 2012 - Sången om Gunnar (med Anders Eriksson)
- 22 november 2012 - Byfånen kör bandtraktor och får skoskav (med Anders Eriksson)
- 23 november 2012 - Sex i Nordstan (med Anders Eriksson)
- 24 november 2012 - Konsten att krypa (med Anders Eriksson)
- 24 november 2012 - Toppen glöder (med Anders Eriksson)
- 30 november 2012 - En blåval i Irak (med Anders Eriksson)
- 1 december 2012 - Bjarne från Skoghall (med Anders Eriksson)
- 6 december 2012 - Hästen Joijfjor (med Anders Eriksson)
- 7 december 2012 - Vill du bli min spärrvakt (med Anders Eriksson)
- 8 december 2012 - Hjärtats rum (med Anders Eriksson)
- 8 december 2012 - Gubben i skrubben (med Anders Eriksson)
- 13 december 2012 - Det händer ingenting i Sjuntorp (med Anders Eriksson)
- 14 december 2012 - Jag får fotsvamp av snö i skogen (med Anders Eriksson)
- 15 december 2012 - Hålfotsinlägg (med Anders Eriksson)
- 15 december 2012 - En finsk Don Juan (med Anders Eriksson)
- 18 januari 2013 - Kärlek och kissepaus
- 19 januari 2013 - Den kåta bonden i Grästorp
- 24 januari 2013 - Det händer ingenting i Mariestad
- 1 februari 2013 - Påven heter Bengt
- 9 februari 2013 - Gäddan i sumpen
- 9 februari 2013 - Gråt många tårar
- 1 mars 2013 - Min katt har fått scenskräck
- 7 mars 2013 - Pärondrömmar på ugglans vis
- 9 mars 2013 -  15 kilo ost som är gjord i Bollebygd
- 9 mars 2013 - Gäddhäng
- 15 mars 2013 - Den gröna dinosaurien Gösta (med Anders Eriksson)
- 16 mars 2013 - 30 år på Volvo (med Anders Eriksson)
- 22 mars 2013 - Party på Öland
- 13 april 2013 - Ulla träffar Börje
- 25 april 2013 - Mimmis grissinibageri i Linköping
- 27 april 2013 - Rosa liggsår
- 27 april 2013 - Falukorv och ostkaka
- 2 maj 2013 - Pastejbagaren från Reeperbahn
- 11 maj 2013 - Den glada glassgubben i Lund

##### Oscarsteatern
- 9 september 2013 - Varför får jag inte sova på soffan?
- 11 september 2013 - 45 lysrör i blåbärsskogen
- 13 september 2013 - Rotviksvalsen
- 14 september 2013 - Margareta går och handlar
- 14 september 2013 - Ett krig i brevlådan
- 19 september 2013 - Sången om Emma från Skåne
- 20 september 2013 - En ensam mammut
- 21 september 2013 - Äppelmos
- 21 september 2013 - På glid i Trosa kommun
- 26 september 2013 - Navelludd
- 27 september 2013 - Lill-smurfarna ger kärlek
- 28 september 2013 - Biff är också potatis
- 3 oktober 2013 - Klipp dig och skaffa dig ett jobb
- 5 oktober 2013 - Berit med bastuban
- 5 oktober 2013 - Julklapp i oktober
- 10 oktober 2013 - Margareta den feta
- 11 oktober 2013 - Lithells Korv
- 12 oktober 2013 - Vi pimplar i Örebro
- 17 oktober 2013 - 70-åringen kör triathlon
- 18 oktober 2013 - Vad söt du är
- 19 oktober - Kärlek och avokado
- 24 oktober 2013 - Hästjazzgossen
- 25 oktober 2013 - Sommarpumpa
- 26 oktober 2013 -  Bowlingklotet på bordell
- 7 november 2013 - Telefonkiosk
- 8 november 2013 – Älgjakt, sill och tåg i Åtvidaberg
- 14 november 2013 - Jag gör allt för min svärmor
- 16 november 2013 - Björn gör en soppa på Tjörn
- 21 november 2013 - Magen knorrar av citroner
- 22 november 2013 - En ful katt
- 23 november 2013 - Opel berlina och Carina
- 23 november 2013 - Magnus från Hagsätra
- 28 november 2013 - Alexanders och Sagas resa till Oscars
- 29 november 2013 - Family one yeah
- 30 november 2013 - Ät inte bacon ensam
- 5 december 2013 - Juldans och myggbett
- 6 december 2013 - Siv från Öckerö med värmepumpen
- 7 december 2013 - Rosa Maud (med Anders Eriksson)
- 7 december 2013 - Guld på Merkurius med Anders Eriksson)
- 12 december 2013 - Hälsporre (med Anders Eriksson)
- 14 december 2013 - Mona min Mona (med Anders Eriksson)
- 14 december 2013 - Choklad med banan (med Anders Eriksson)
- 16 januari 2014 - Vinterkväll med myran
- 18 januari 2014 - Träsmak
- 18 januari 2014 - Nej, inte mera svamp
- 25 januari 2014 - Marin och fritid i Laxå
- 1 februari 2014 - Strykbrädan
- 6 februari 2014 - Mariekex äntligen!
- 8 februari 2014 - Katten i bävernylon
- 8 februari 2014 - Anita
- 13 februari 2014 - Bruna bönor från Öland
- 15 februari 2014 - Kallaguld och tacos
- 6 mars 2014 -  Kille i rullstol med gräddtårta
- 7 mars 2014 - Den stackars jaken från Nepal
- 8 mars 2014 - Prima skinka
- 3 april 2014 - Smink-Olles isoleringsband
- 5 april 2014 - Sommarkväll
- 5 april 2014 - Sol på Malabarkusten
- 10 april 2014 - Jag är ensam på dass
- 11 april 2014 - En ofattbart galen tant i publiken har en skruv lös
- 12 april 2014 - En haltande moder från Ljungsbro
- 12 april 2014 - Kycklingfarm
- 25 april 2014 – Körv på heden
- 26 april - Prästen luktar bulle
- 26 april 2014 – Mörtuppstopparen från Bromölla
- 2 maj 2014 – 30 år för länge
- 3 maj 2014 - Brödrosten
- 3 maj 2014 - Vi ses i Göteborg

###### Lorensbergsteatern igen
- 2 oktober 2014 - Att samla frimärken är underbart
- 3 oktober 2014 - Hare
- 3 oktober 2014 – Bengans brudar
- 11 oktober 2014 - Tomater i byxan
- 16 oktober 2014 - Jordgubben
- 18 oktober 2014 – Goa gubbar på turné
- 18 oktober 2014 –Stavgång Linköping runt i tubsockar
- 23 oktober 2014 - En kväll på stan med extrapriser
- 25 oktober 2014 - Min mjölk har gått ut
- 6 november 2014 - Pelargonians död
- 7 november 2014 - Stövelputs
- 13 november 2014 - Fiskeklubben
- 14 november 2014 - Din varma famn är som brylépudding
- 15 november 2014 - Fest på toan
- 20 november 2014 - Pappret är slut
- 21 november 2014 - Se upp för grisen
- 22 november 2014 - Punka
- 27 november 2014 - Gurkan är bäst
- 28 november 2014 - Ta mig farbror Frej
- 4 december 2014 - Susanne älskar gurkmajonnäs
- 5 december 2014 - Hur man fångar en mösagädda
- 6 december 2014 - Kärlek i växthus
- 12 december 2014 - Rotmos och sågspån
- 13 december 2014 - Plåtslagaren och buljongen
- 13 december 2014 - Tillbaka till Nässjö
- 20 december 2014 - Sista sången